# Saint-Martin-de-Gurson
Saint-Martin-de-Gurson è un comune francese di 609 abitanti situato nel dipartimento della Dordogna nella regione della Nuova Aquitania.

## Società

### Evoluzione demografica
Abitanti censiti